# Andrea Limbacher
Andrea Limbacher (ur. 25 lipca 1989 w Bad Ischl) – austriacka narciarka dowolna, specjalizująca się w skicrossie. Największy sukces w karierze osiągnęła w 2015 roku, kiedy zdobyła złoty medal na mistrzostwach świata w Kreischbergu. W 2010 roku wystąpiła na igrzyskach olimpijskich w Vancouver, gdzie zajęła 22. miejsce. Podczas rozgrywanych cztery lata później igrzysk olimpijskich w Soczi uplasowała się dwie pozycje niżej. Najlepsze wyniki w Pucharze Świata osiągnęła w sezonie 2011/2012, kiedy to zajęła 16. miejsce w klasyfikacji generalnej, a w klasyfikacji skicrossu była piąta.

## Osiągnięcia

### Igrzyska olimpijskie
| Miejsce | Dzień     | Rok  | Miejscowość | Konkurencja | Zwycięzca         |
| ------- | --------- | ---- | ----------- | ----------- | ----------------- |
| 23.     | 23 lutego | 2010 | Vancouver   | Skicross    | Ashleigh McIvor   |
| 22.     | 21 lutego | 2014 | Soczi       | Skicross    | Marielle Thompson |
| 13.     | 23 lutego | 2018 | Pjongczang  | Skicross    | Kelsey Serwa      |
| 11.     | 17 lutego | 2022 | Pekin       | Skicross    | Sandra Näslund    |

### Mistrzostwa świata
| Miejsce | Dzień       | Rok  | Miejscowość | Konkurencja | Zwycięzca         |
| ------- | ----------- | ---- | ----------- | ----------- | ----------------- |
| 23.     | 4 lutego    | 2011 | Deer Valley | Skicross    | Kelsey Serwa      |
| 1.      | 25 stycznia | 2015 | Kreischberg | Skicross    | -                 |
| 13.     | 2 lutego    | 2019 | Solitude    | Skicross    | Marielle Thompson |

### Puchar Świata

#### Miejsca w klasyfikacji generalnej
- sezon 2009/2010: 65.
- sezon 2010/2011: 33.
- sezon 2011/2012: 16.
- sezon 2012/2013: 46.
- sezon 2013/2014: 72.
- sezon 2014/2015: 17.
- sezon 2015/2016: 16.
- sezon 2017/2018: 63.
- sezon 2018/2019: 25.
- sezon 2019/2020: 80.

Od sezonu 2020/2021 klasyfikacja skicrossu zastąpiła klasyfikację generalną.
- sezon 2021/2022: 15.

#### Miejsca na podium w zawodach
1. L’Alpe d’Huez – 11 stycznia 2012 (skicross) – 3. miejsce
2. Bischofswiesen – 25 lutego 2012 (skicross) – 1. miejsce
3. Val Thorens – 19 grudnia 2012 (skicross) – 3. miejsce
4. Contamines-Montjoie – 12 stycznia 2013 (skicross) – 1. miejsce
5. Åre – 14 lutego 2015 (skicross) – 3. miejsce
6. Åre – 15 lutego 2015 (skicross) – 3. miejsce
7. Tegernsee – 22 lutego 2015 (skicross) – 2. miejsce
8. Megève – 14 marca 2015 (skicross) 2. miejsce
9. Val Thorens – 12 grudnia 2015 (skicross) – 3. miejsce
10. Innichen – 20 grudnia 2015 (skicross) – 1. miejsce
11. Watles – 16 stycznia 2016 (skicross) – 3. miejsce
12. Nakiska – 23 stycznia 2016 (skicross) – 3. miejsce
13. Pjongczang – 28 lutego 2016 (skicross) – 1. miejsce
14. Feldberg – 17 lutego 2019 (skicross) – 2. miejsce
15. Sołniecznaja dolina – 23 lutego 2019 (skicross) – 3. miejsce